# Фасік
Фасік (араб. فاسق) — у мусульманській традиції негідна людина, нечестивець, що зневажає основними обов'язками (фард), постійно здійснює гріховні вчинки, але не зрікається ісламу
Згідно з шаріатськими нормами фасіки правоздатні розпоряджатися лише своїм власним майном. Вони також можуть вступати до шлюбу та укладати комерційні угоди, та їх партнери і клієнти мають право вимагати додаткових гарантій, зокрема затвердження всіх угод свідками. Фасіки не допускаються до адміністративних та виборних посад. Згідно з ісламським правом свідчення фасіків є недійсними.
Людина перестає вважатися фасіком після того, як розкається (тауба), пройде обряд спокути (каффара) та очищення (тахара) і проявить себе гідним мусульманином